# Беовизија 2020.
Беовизија 2020. било је десето издање Беовизије, такмичења којим се одлучио представник Србије на Песми Евровизије 2020. У организацији Радио-телевизије Србије (РТС), такмичење се састојало од два полуфинала 28. и 29. фебруара, као и финала 1. марта 2020. Резултати све 3 вечери су одлучени комбинацијом гласова публике и жирија у омеру 50:50, тако што су публика и стручни жири доделили по један сет од 12, 10 и 8—1 поен за својих 10 омиљених песама. Победу на такмичењу је однела група Hurricane са песмом Hasta la Vista.

## Формат и правила
За 2020. годину, РТС је поново организовао национално финале Беовизија како би одабрао свог представника на Песми Евровизије 2020. Полуфинала су одржана 28. и 29. фебруара, док је финале било одржано 1. марта 2020. На веб-сајту РТС је, 28. августа 2019. године, откривен правилник такмичења, као и правила конкурса.

### Правила гласања
Сваке вечери, жири и публика додељују 12, 10 и 8—1 поен за својих 10 омиљених песама. Из сваког полуфинала се у финале пласирало по 6 песама. У финалу, песма са највише поена је победник.

## Учесници
Конкурс за слање пријава је отворен 28. августа 2019. године, а било је предвиђено да се затвори 15. новембра 2019. године. Конкурс је, уочи затварања, продужен до 9. децембра 2019. године. РТС је до краја конкурса добио 90 пријава.
На конкурс је требало послати снимак песме која није изведена у целини или у деловима пре 1. октобра 2019. године, а да буде у трајању до 3 минута. Сви извођачи који су се пријавили морају да имају најмање 16 година 1. маја 2020. године, као и да буду држављани Републике Србије. Сви текстови песама морају да буду на званичним језицима Србије.
Одабрано је укупно 24 учесника, а списак такмичара је откривен 9. јануара 2020. године. Међу такмичарима је била Сања Вучић (као део групе Hurricane) која је представљала Србију на Песми Евровизије 2016. године и Бора Дугић, победник Беовизије 2008. са Јеленом Томашевић, који су представљали Србију на Песми Евровизије 2008. године. Поред њих, повратници на национално финале Србије су Тина Амвон (као део Амвон дуа) која се такмичила на претходном издању; Иван Куртић који се такмичио на претходном издању и 2018; Ксенија Кнежевић (као део групе Hurricane) која се такмичила на Беосонгу 2013. (као део групе SKY's); Сања Богосављевић која се такмичила на Беовизији 2006. и 2007. (као део Бла бла бенда) као и на Беовизији 2008. и 2009. (као део групе Beauty Queens); Ивана Јордан која се такмичила на Беовизији и Европесми 2006. и на Беовизији 2007; и Бане Мојићевић који се такмичио на Беовизији 2007.
| Извођач(и)                        | Песма              | Музика и текст                                                           |
| --------------------------------- | ------------------ | ------------------------------------------------------------------------ |
| Лифт                              | Само ми кажи       | Димитрије Борчанин Алекса Вучковић                                       |
| Ана Миленковић                    | Тајна              | Душан Бачић                                                              |
| Андрија Јо                        | Очи Медузе         | Џими Џенсен Пале Хамарлунд Лаурел Баркер                                 |
| Биљана Ђурђевић и Амвон дуо       | Рај                | Тина Амвон                                                               |
| Бојана Машковић                   | Као музика         | Горан Ковачић Бојана Машковић                                            |
| Балкубано и Бора Дугић            | Свадба велика      | Никола Буровац Данијел Ђурић                                             |
| Бане Мојићевић                    | Цвет са Проклетија | Мирко Шенковски Геронимо                                                 |
| ЕЈО                               | Траг               | Стеван Милијановић Јелена Ћусловић                                       |
| Hurricane                         | Hasta La Vista     | Немања Антонић Сања Вучић                                                |
| Игор Симић                        | Плес за растанак   | Даниел Кајмакоски Матеј Ђаковски Владимир Даниловић                      |
| Иван Куртић и Mistik Cello        | Сабајле            | Никола Буровац Милош Рогановић                                           |
| Ивана Јордан                      | Вила               | Ивана Јордан                                                             |
| Каризма                           | Она ме зна         | Душан Јанићијевић Дејан Јелисавчић                                       |
| Лазар Живановић                   | Пукло је небо      | Мајкл Џејмс Деј Адис Еминић                                              |
| Марко Марковић                    | Колачи             | Владимир Граић Леонтина Вукомановић Немања Филиповић Марко Марковић      |
| Милан Бујаковић и Оливера Поповић | Нити               | Петар Пупић (Егрет) Милан Бјелица Лука Рацић                             |
| Милица Мишић                      | Киша               | Сашка Јанкс                                                              |
| Наива                             | Баш баш            | Жика Зана Јелена Зана                                                    |
| Неда Украден                      | Бомба              | Душан Бачић Дејан Николић                                                |
| Ненад Ћеранић                     | Веруј у себе       | Алек Алексов Ненад Ћеранић                                               |
| Rocher                            | Само ти умеш то    | Растко Аксентијевић                                                      |
| Сања Богосављевић                 | Не пуштам          | Кристина Ковач Сања Богосављевић                                         |
| Срђан Лазић                       | Душа и тело        | Срђан Лазић Дејан Ивановић                                               |
|                                   | Судњи дан          | Пеле Лориано Бет Морис Дом Скот Петар Шпирић Александра Лазаревић Шпирић |

## Преглед такмичења

### Полуфинала
Чланови жирија у полуфиналима су били: Александар Ристић (евровизијски новинар), Наталија Милосављевић (водитељка), Драгослав Станисављевић (извршни директор Музичке продукције РТС), Ана Штајдохар (певачица), а председник жирија је био Драгољуб Илић (музичар).

#### Прво полуфинале
Прво полуфинале је одржано 28. фебруара 2020. Редослед наступа је откривен 6. фебруара 2020. године. Шест песама из овог полуфинала је прошло у финале, Игор Симић са Плес за растанак, Thea Devy са Судњи дан, Неда Украден са Бомба, Андрија Јо са Очи Медузе, Марко Марковић са Колачи и ЕЈО са Траг. После завршетка такмичења, откривено је да је Марко Марковић са песмом Колачи победио у првом полуфиналу.
| #  | Извођач(и)                  | Песма            | Жири    | Жири  | Телегласање | Телегласање | Поени | Пласман |
| #  | Извођач(и)                  | Песма            | Гласови | Поени | Гласови     | Поени       | Поени | Пласман |
| -- | --------------------------- | ---------------- | ------- | ----- | ----------- | ----------- | ----- | ------- |
| 1  | ЕЈО                         | Траг             | 18      | 3     | 1569        | 6           | 9     | 6.      |
| 2  | Милица Мишић                | Киша             | 20      | 5     | 1325        | 4           | 9     | 7.      |
| 3  | Иван Куртић и               | Сабајле          | 10      | 1     | 1147        | 2           | 3     | 10.     |
| 4  |                             | Судњи дан        | 38      | 8     | 1541        | 5           | 13    | 5.      |
| 5  | Каризма                     | Она ме зна       | 8       | 0     | 963         | 0           | 0     | 12.     |
| 6  | Андрија Јо                  | Очи Медузе       | 19      | 4     | 5611        | 12          | 16    | 3.      |
| 7  | Сања Богосављевић           | Не пуштам        | 34      | 7     | 940         | 0           | 7     | 8.      |
| 8  | Марко Марковић              | Колачи           | 42      | 10    | 3066        | 10          | 20    | 1.      |
| 9  | Срђан Лазић                 | Душа и тело      | 17      | 2     | 1217        | 3           | 5     | 9.      |
| 10 | Неда Украден                | Бомба            | 23      | 6     | 1848        | 7           | 13    | 4.      |
| 11 | Биљана Ђурђевић и Амвон дуо | Рај              | 3       | 0     | 999         | 1           | 1     | 11.     |
| 12 | Игор Симић                  | Плес за растанак | 58      | 12    | 2939        | 8           | 20    | 2.      |

| Детаљно гласање жирија у првом полуфиналу | Детаљно гласање жирија у првом полуфиналу | Детаљно гласање жирија у првом полуфиналу | Детаљно гласање жирија у првом полуфиналу | Детаљно гласање жирија у првом полуфиналу | Детаљно гласање жирија у првом полуфиналу | Детаљно гласање жирија у првом полуфиналу | Детаљно гласање жирија у првом полуфиналу | Детаљно гласање жирија у првом полуфиналу |
| #                                         | Песма                                     | А. Ристић                                 | Н. Милосављевић                           | Д. Станисављевић                          | А. Штајдохар                              | Д. Илић                                   | Укупно                                    | Поени                                     |
| ----------------------------------------- | ----------------------------------------- | ----------------------------------------- | ----------------------------------------- | ----------------------------------------- | ----------------------------------------- | ----------------------------------------- | ----------------------------------------- | ----------------------------------------- |
| 1                                         | Траг                                      | 5                                         | 3                                         | 5                                         | 2                                         | 3                                         | 18                                        | 3                                         |
| 2                                         | Киша                                      | 3                                         | 1                                         | 6                                         | 5                                         | 5                                         | 20                                        | 5                                         |
| 3                                         | Сабајле                                   |                                           | 6                                         | 3                                         |                                           | 1                                         | 10                                        | 1                                         |
| 4                                         | Судњи дан                                 | 10                                        |                                           | 8                                         | 10                                        | 10                                        | 38                                        | 8                                         |
| 5                                         | Она ме зна                                |                                           | 4                                         |                                           |                                           | 4                                         | 8                                         | 0                                         |
| 6                                         | Очи медузе                                | 6                                         | 7                                         |                                           | 6                                         |                                           | 19                                        | 4                                         |
| 7                                         | Не пуштам                                 | 8                                         | 8                                         | 4                                         | 7                                         | 7                                         | 34                                        | 7                                         |
| 8                                         | Колачи                                    | 4                                         | 12                                        | 10                                        | 8                                         | 8                                         | 42                                        | 10                                        |
| 9                                         | Душа и тело                               | 7                                         | 2                                         | 2                                         | 4                                         | 2                                         | 17                                        | 2                                         |
| 10                                        | Бомба                                     | 2                                         | 5                                         | 7                                         | 3                                         | 6                                         | 23                                        | 6                                         |
| 11                                        | Рај                                       | 1                                         |                                           | 1                                         | 1                                         |                                           | 3                                         | 0                                         |
| 12                                        | Плес за растанак                          | 12                                        | 10                                        | 12                                        | 12                                        | 12                                        | 58                                        | 12                                        |

#### Друго полуфинале
Друго полуфинале је одржано 29. фебруара 2020. Редослед наступа је откривен 6. фебруара 2020. године. Шест песама из овог полуфинала је прошло у финале, Hurricane са Hasta la Vista, Бане Мојићевић са Цвет са Проклетија, Ана Миленковић са Тајна, Лифт са Само ми кажи, Милан Бујаковић и Оливера Поповић са Нити и Наива са Баш, баш. После завршетка такмичења, откривено је да је група Hurricane са песмом Hasta la Vista победила у другом полуфиналу.
| #  | Извођач(и)                        | Песма              | Жири    | Жири  | Телегласање | Телегласање | Поени | Пласман |
| #  | Извођач(и)                        | Песма              | Гласови | Поени | Гласови     | Поени       | Поени | Пласман |
| -- | --------------------------------- | ------------------ | ------- | ----- | ----------- | ----------- | ----- | ------- |
| 1  | Лифт                              | Само ми кажи       | 34      | 6     | 3116        | 10          | 16    | 2.      |
| 2  | Бане Мојићевић                    | Цвет са Проклетија | 13      | 3     | 2359        | 7           | 10    | 6.      |
| 3  | Балкубано и Бора Дугић            | Свадба велика      | 0       | 0     | 949         | 1           | 1     | 11.     |
| 4  | Бојана Машковић                   | Као музика         | 13      | 2     | 1932        | 4           | 6     | 8.      |
| 5  | Наива                             | Баш, баш           | 44      | 8     | 2255        | 6           | 14    | 4.      |
| 6  |                                   | Само ти умеш то    | 2       | 0     | 1154        | 3           | 3     | 10.     |
| 7  | Лазар Живановић                   | Пукло је небо      | 5       | 1     | 787         | 0           | 1     | 12.     |
| 8  | Ивана Јордан                      | Вила               | 38      | 7     | 866         | 0           | 7     | 7.      |
| 9  | Ненад Ћеранић                     | Веруј у себе       | 21      | 4     | 1017        | 2           | 6     | 9.      |
| 10 | Hurricane                         | Hasta la Vista     | 49      | 12    | 7230        | 12          | 24    | 1.      |
| 11 | Ана Миленковић                    | Тајна              | 25      | 5     | 2545        | 8           | 13    | 5.      |
| 12 | Милан Бујаковић и Оливера Поповић | Нити               | 46      | 10    | 2246        | 5           | 15    | 3.      |

| Детаљно гласање жирија у другом полуфиналу | Детаљно гласање жирија у другом полуфиналу | Детаљно гласање жирија у другом полуфиналу | Детаљно гласање жирија у другом полуфиналу | Детаљно гласање жирија у другом полуфиналу | Детаљно гласање жирија у другом полуфиналу | Детаљно гласање жирија у другом полуфиналу | Детаљно гласање жирија у другом полуфиналу | Детаљно гласање жирија у другом полуфиналу |
| #                                          | Песма                                      | А. Ристић                                  | Н. Милосављевић                            | Д. Станисављевић                           | А. Штајдохар                               | Д. Илић                                    | Укупно                                     | Поени                                      |
| ------------------------------------------ | ------------------------------------------ | ------------------------------------------ | ------------------------------------------ | ------------------------------------------ | ------------------------------------------ | ------------------------------------------ | ------------------------------------------ | ------------------------------------------ |
| 1                                          | Само ми кажи                               | 6                                          | 8                                          | 4                                          | 10                                         | 6                                          | 34                                         | 6                                          |
| 2                                          | Цвет са Проклетија                         | 2                                          | 5                                          | 2                                          | 2                                          | 2                                          | 13                                         | 3                                          |
| 3                                          | Свадба велика                              |                                            |                                            |                                            |                                            |                                            | 0                                          | 0                                          |
| 4                                          | Као музика                                 | 1                                          | 2                                          | 3                                          | 3                                          | 4                                          | 13                                         | 2                                          |
| 5                                          | Баш, баш                                   | 7                                          | 10                                         | 12                                         | 7                                          | 8                                          | 44                                         | 8                                          |
| 6                                          | Само ти умеш то                            |                                            |                                            | 1                                          | 1                                          |                                            | 2                                          | 0                                          |
| 7                                          | Пукло је небо                              | 3                                          | 1                                          |                                            |                                            | 1                                          | 5                                          | 1                                          |
| 8                                          | Вила                                       | 10                                         | 7                                          | 8                                          | 6                                          | 7                                          | 38                                         | 7                                          |
| 9                                          | Веруј у себе                               | 4                                          | 3                                          | 6                                          | 5                                          | 3                                          | 21                                         | 4                                          |
| 10                                         | Hasta la Vista                             | 8                                          | 12                                         | 7                                          | 12                                         | 10                                         | 49                                         | 12                                         |
| 11                                         | Тајна                                      | 5                                          | 6                                          | 5                                          | 4                                          | 5                                          | 25                                         | 5                                          |
| 12                                         | Нити                                       | 12                                         | 4                                          | 10                                         | 8                                          | 12                                         | 46                                         | 10                                         |

### Финале
Финале Беовизије 2020. одржано је 1. марта 2020. године. У финалу је учествовало 12 композиција, 6 пласираних из првог и 6 из другог полуфинала. Победник у финалу је била група Hurricane са песмом Hasta la Vista. Оне су требале да представљају Србију на Песми Евровизије 2020.
Чланови жирија у финалу су били: Невена Божовић (певачица), Александра Милутиновић (композиторка), Милан Ђурђевић (музичар и продуцент), Александра Ковач (певачица), а председник жирија је био Драган Брајовић Браја (композитор).
| #  | Извођач(и)                        | Песма              | Жири    | Жири  | Телегласање | Телегласање | Поени | Пласман |
| #  | Извођач(и)                        | Песма              | Гласови | Поени | Гласови     | Поени       | Поени | Пласман |
| -- | --------------------------------- | ------------------ | ------- | ----- | ----------- | ----------- | ----- | ------- |
| 1  | Милан Бујаковић и Оливера Поповић | Нити               | 32      | 5     | 2544        | 1           | 6     | 9.      |
| 2  | Hurricane                         | Hasta la Vista     | 47      | 12    | 19781       | 12          | 24    | 1.      |
| 3  | Неда Украден                      | Бомба              | 36      | 7     | 2965        | 2           | 9     | 7.      |
| 4  | Андрија Јо                        | Очи Медузе         | 8       | 1     | 13582       | 10          | 11    | 4.      |
| 5  | Игор Симић                        | Плес за растанак   | 39      | 10    | 3923        | 4           | 14    | 3.      |
| 6  |                                   | Судњи дан          | 29      | 4     | 2153        | 0           | 4     | 10.     |
| 7  | ЕЈО                               | Траг               | 3       | 0     | 2070        | 0           | 0     | 12.     |
| 8  | Лифт                              | Само ми кажи       | 7       | 0     | 3454        | 3           | 3     | 11.     |
| 9  | Ана Миленковић                    | Тајна              | 10      | 3     | 5710        | 8           | 11    | 5.      |
| 10 | Наива                             | Баш, баш           | 37      | 8     | 4825        | 7           | 15    | 2.      |
| 11 | Марко Марковић                    | Колачи             | 32      | 6     | 4506        | 5           | 11    | 6.      |
| 12 | Бане Мојићевић                    | Цвет са Проклетија | 10      | 2     | 4650        | 6           | 8     | 8.      |

| Детаљни гласови жирија у финалу | Детаљни гласови жирија у финалу | Детаљни гласови жирија у финалу | Детаљни гласови жирија у финалу | Детаљни гласови жирија у финалу | Детаљни гласови жирија у финалу | Детаљни гласови жирија у финалу | Детаљни гласови жирија у финалу | Детаљни гласови жирија у финалу |
| #                               | Песма                           | Н. Божовић                      | А. Милутиновић                  | М. Ђурђевић                     | А. Ковач                        | Д. Брајовић                     | Укупно                          | Поени                           |
| ------------------------------- | ------------------------------- | ------------------------------- | ------------------------------- | ------------------------------- | ------------------------------- | ------------------------------- | ------------------------------- | ------------------------------- |
| 1                               | Нити                            | 8                               | 6                               | 3                               | 8                               | 7                               | 32                              | 5                               |
| 2                               | Hasta La Vista                  | 6                               | 12                              | 7                               | 10                              | 12                              | 47                              | 12                              |
| 3                               | Бомба                           | 7                               | 3                               | 8                               | 12                              | 6                               | 36                              | 7                               |
| 4                               | Очи Медузе                      |                                 |                                 | 4                               | 4                               |                                 | 8                               | 1                               |
| 5                               | Плес за растанак                | 12                              | 8                               | 6                               | 5                               | 8                               | 39                              | 10                              |
| 6                               | Судњи дан                       | 4                               | 5                               | 12                              | 6                               | 2                               | 29                              | 4                               |
| 7                               | Траг                            | 1                               |                                 |                                 | 2                               |                                 | 3                               | 0                               |
| 8                               | Само ми кажи                    |                                 | 1                               | 1                               |                                 | 5                               | 7                               | 0                               |
| 9                               | Тајна                           | 2                               | 4                               |                                 | 3                               | 1                               | 10                              | 3                               |
| 10                              | Баш, баш                        | 5                               | 10                              | 5                               | 7                               | 10                              | 37                              | 8                               |
| 11                              | Колачи                          | 10                              | 7                               | 10                              | 1                               | 4                               | 32                              | 6                               |
| 12                              | Цвет са Проклетија              | 3                               | 2                               | 2                               |                                 | 3                               | 10                              | 2                               |

## Остале награде

#### ОГАЕ Србија
Удружење фанова Песме Евровизије у Србији - ОГАЕ Србија је 2020. поново увела доделу награде за „Најбољу композицију на Беовизији према оцени чланова удружења”. У конкуренцији су биле све песме које су се такмичиле на фестивалу, а награду је однела победничка песма Hasta La Vista групе Hurricane, са освојених 149 поена. Друго место, са 103 поена, припало је Андрији Јо са песмом Очи Медузе, док је на трећем месту била Thea Devy са песмом Судњи дан са освојених 84 поена.
Ово гласање је уједно представљало и избор за српског представника на ОГАЕ такмичењу друге шансе. Српски представник на алтернативном евровизијском такмичењу 2020. је био Андрија Јо с песмом Очи Медузе који је у генералном пласману за награду ОГАЕ Србије био други, а четвртопласирани на Беовизији 2020.
| Извођач(и)   | Песма            | Поени | Пласман |
| ------------ | ---------------- | ----- | ------- |
| Hurricane    | Hasta La Vista   | 149   | 1.      |
| Андрија Јо   | Очи Медузе       | 103   | 2.      |
| Thea Devy    | Судњи дан        | 84    | 3.      |
| Неда Украден | Бомба            | 78    | 4.      |
| Игор Симић   | Плес за растанак | 76    | 5.      |

## Пренос
Беовизија 2020. се преносила на каналу РТС 1, на РТС Планети, као и на сајту rts.rs. Финале такмичења се преносило и на Радио Београд 1.